# W pogoni za sławą
W pogoni za sławą – amerykańska tragikomedia z 2006 roku.

## Główne role
- Steve Buscemi - Les Galantine
- Michael Pitt - Toby Grace
- Alison Lohman - K'Harma Leeds
- Gina Gershon - Dana
- Callie Thorne - Gabi
- Kevin Corrigan - Ricco
- Richard Short - Jace Hipley
- Elvis Costello
- David Wain - Byron
- Mel Gorham - Tish
- Peter Appel - Feldman
- Cinqué Lee - Corey
- Kevin Phillips - Blaine
- Rodrigo Lopresti - Demo
- Melissa Rauch - Megan
- Amy Hargreaves - Nikki Blake
- Jack Gwaltney - Chuck Sirloin
- Jerome Weinstein - Cheeks
- Kristina Klebe - Pielęgniarka Kris
- Tobias Truvillion - Silky
- Cordelia Reynolds - Gazelle
- Teddy Eck - Dougie
- Billy Griffith - Hoagie
- Lynn Cohen - Muffy Morrison
- Joe D'Onofrio - Vince
- Antoinette LaVecchia - Gretchen
- Kristen Schaal - Joelle
- Nicole Vicius - Robbyn

## Fabuła
Les jest drobnym paparazzi, który chce zdobyć sławę. Pewnego dnia poznaje Toby'ego, który marzy o byciu aktorem. Toby proponuje mu swoje usługi jako asystent. Zawsze kierujący się chęcią zdobycia zarobku, Les ujawnia tajniki swojej pracy. Nagle Toby poznaje K'Harmę Leeds, idolkę nastolatek, która jest równie piękna i głupia. Les czuje w tym szansę na zrobienie zdjęcia. Ale zakochany w dziewczynie Toby nie chce dopuścić do zrealizowania zamiarów Lesa.